# 里贝拉 (拉科鲁尼亚省)
里贝拉 是西班牙加利西亚自治区拉科鲁尼亚省的一个市镇，下辖9个堂区。总面积68.8km²，2017年总人口27159人。
里贝拉距离该省省会拉科鲁尼亚直线距离102公里，行程约150公里。距离蓬特韦德拉省省会蓬特韦德拉直线距离31.5公里，行程约73公里。

## 地名
该地地名最早出现在1387的文献中，被表记为“Santa Ougea de Ribeira”。其中“Ribeira”是加利西亚语单词，可能来自拉丁语“Ripariam”，意为海岸。此后直到1607年，有文献出现了“Riveira”的表记。
但是，根据加利西亚联邦法的语文规划和第189/2003号法令第10条，“Ribeira”是该地名的唯一表记。2012年11月7日，加利西亚的申诉专员也采取了“Ribeira”，并敦促市政当局使用“b”而非“v”来表记地名。

## 人口
该镇人口在近一世纪内持续增长，原因可能是作为港口城市，吸引了来自美国新泽西州纽瓦克和阿根廷布宜诺斯艾利斯等地的许多移民。该镇97.01%的居民会说加利西亚语。

## 地理
里贝拉的西部是大西洋，东南部是阿罗萨湾，与蓬特韦德拉省的坎瓦多斯隔湾相望。

## 政治
| 2011年5月22日里贝拉市镇选举结果 |      |         |        |
| 政党                            | 票数 | %       | 议席数 |
| PPdG                            | 7913 | 57.2 %  | 13     |
| BNG                             | 2328 | 16.83 % | 4      |
| PSdeG-PSOE                      | 2193 | 15.85 % | 3      |
| IPDER                           | 1125 | 8.13 %  | 1      |

| 2015年里贝拉市镇选举结果 |      |         |        |
| 政党                     | 票数 | %       | 议席数 |
| PPdG                     | 5206 | 40.96 % | 9      |
| BNG                      | 2206 | 17.36 % | 4      |
| PSdeG-PSOE               | 2175 | 17.11 % | 3      |
| 其他                     | 2888 | 22.72 % | 5      |

- 备注：
  - 加利西亚人民党（PPdG）
  - 加利西亚民族主义集团（BNG）
  - 加利西亚工人社会党（PSdeG-PSOE）
  - 里贝拉進步主義推进党（Iniciativa Progresista de Riveira）（IPDER）

## 友好合作城市
- 西班牙 阿德赫
- 西班牙 巴伦西亚省 阿尔瓦伊达（2006年3月23日）[13]

## 图集

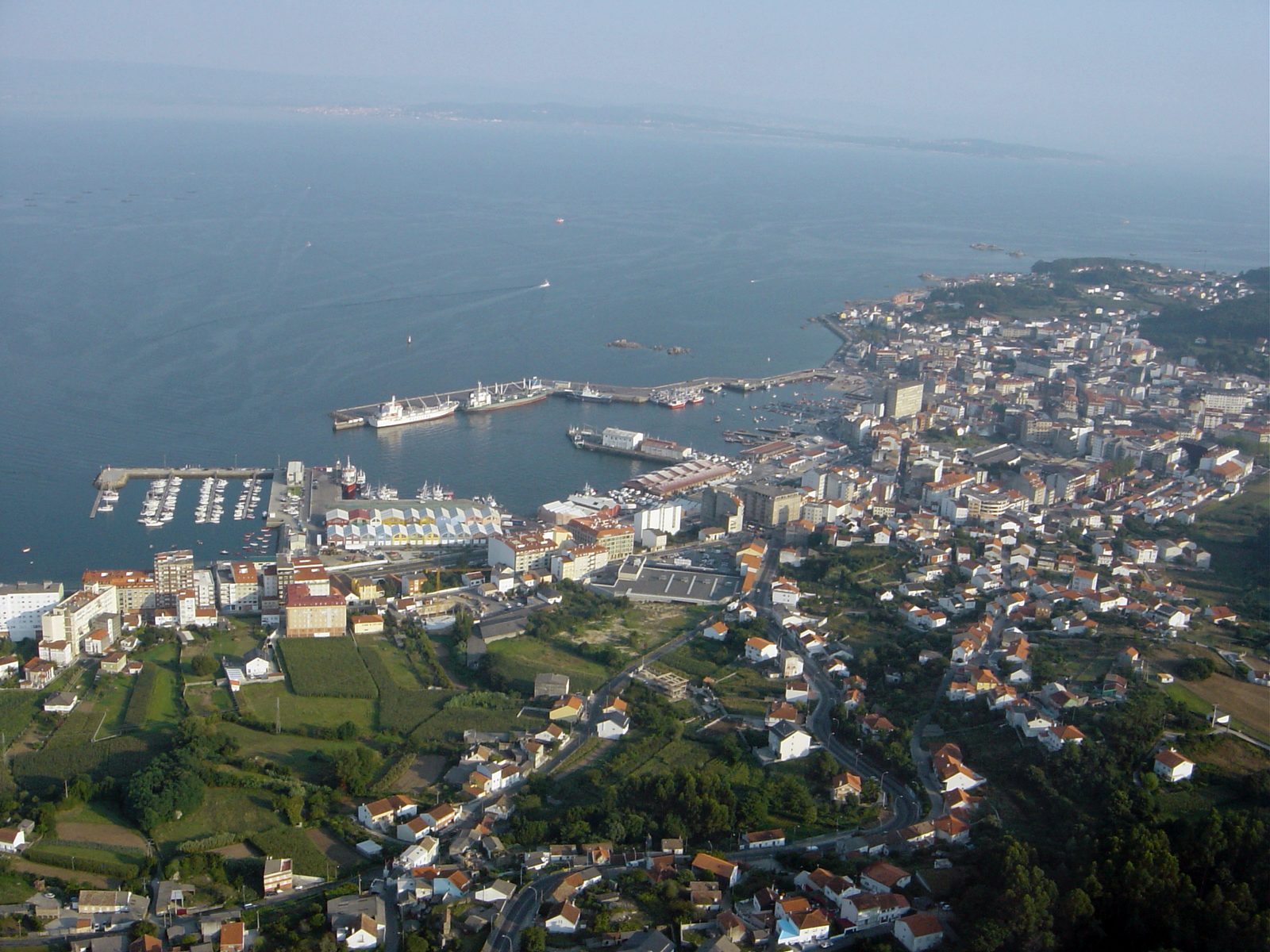
航拍图
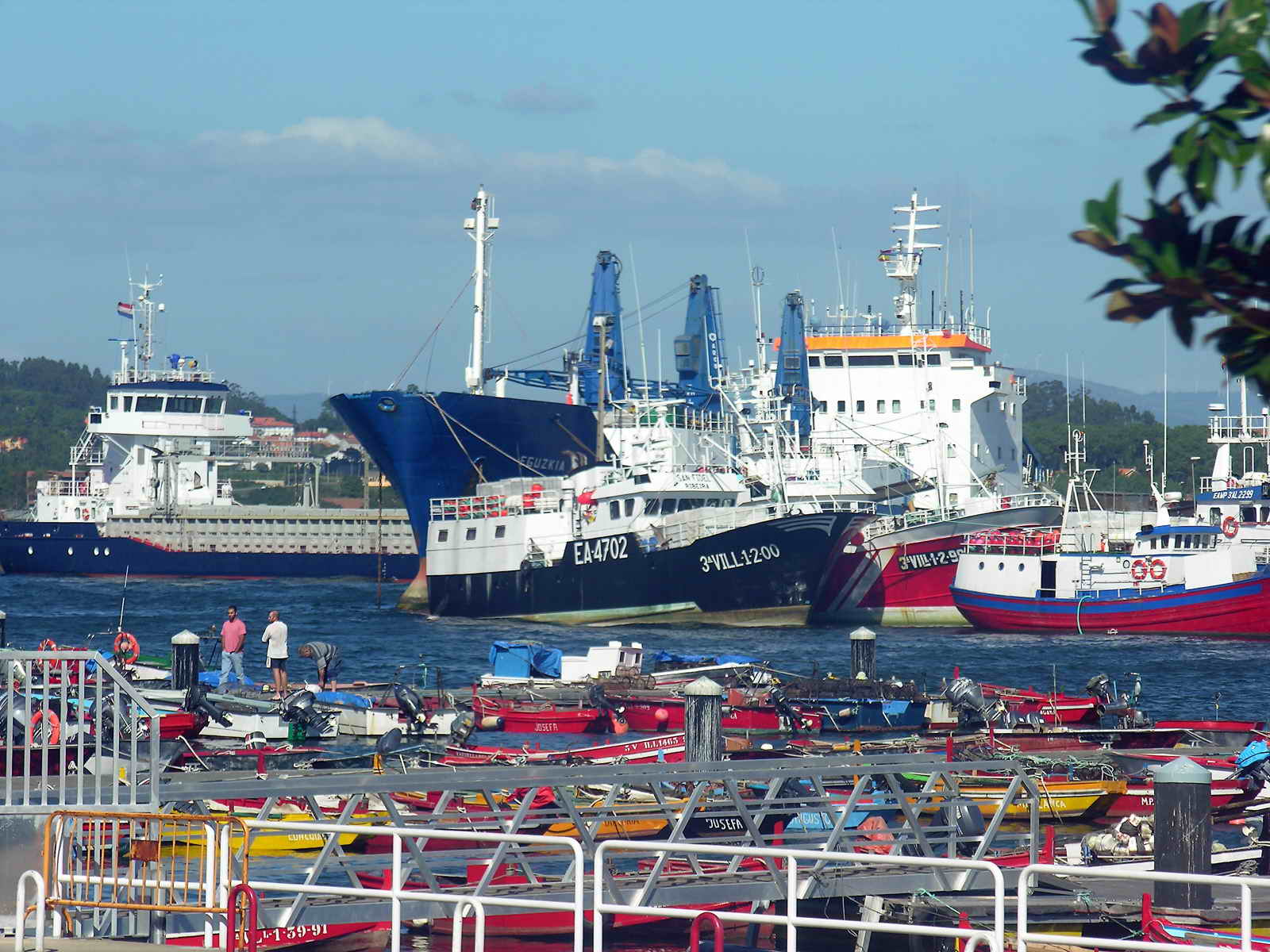
港口
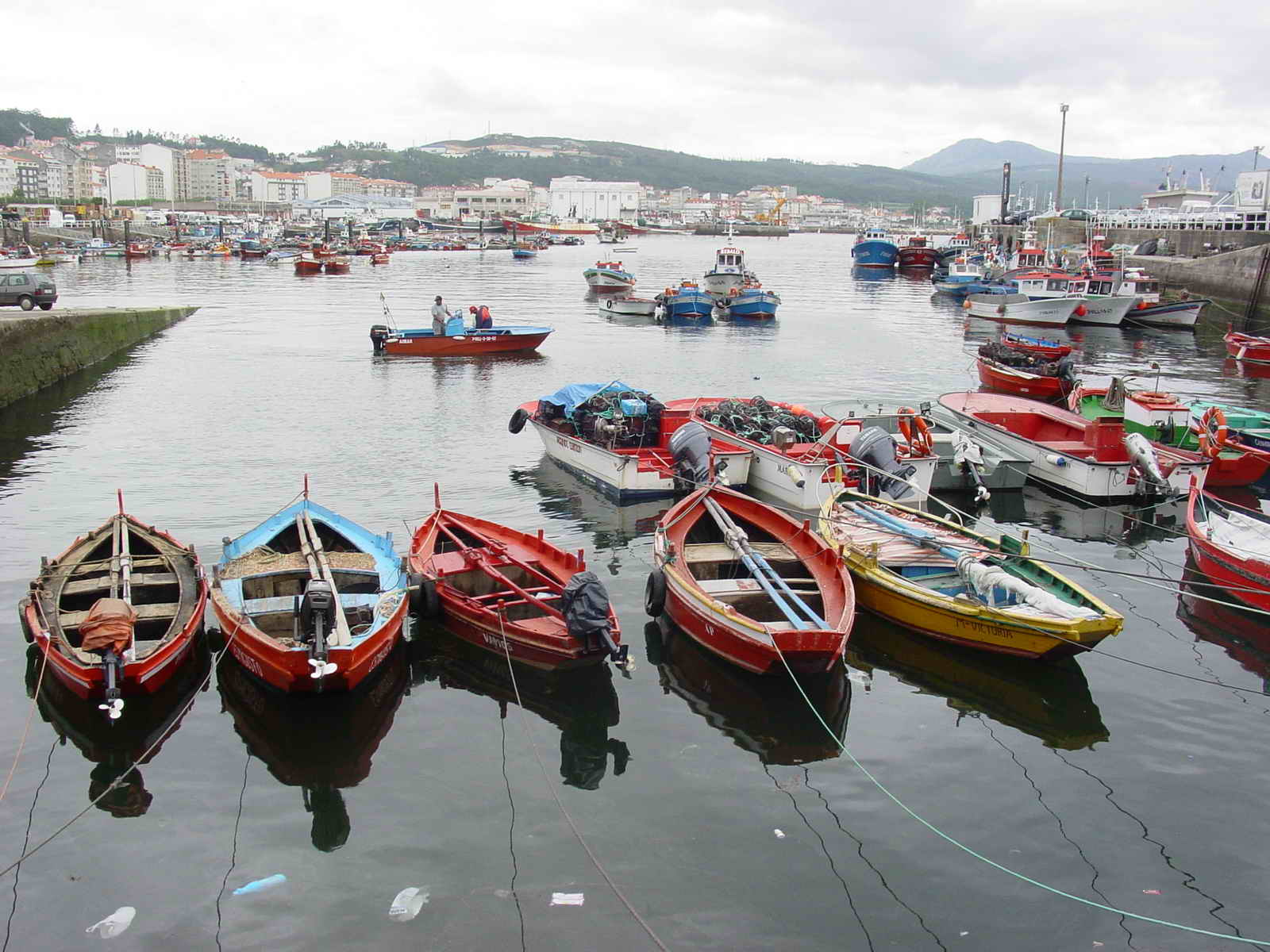
港口
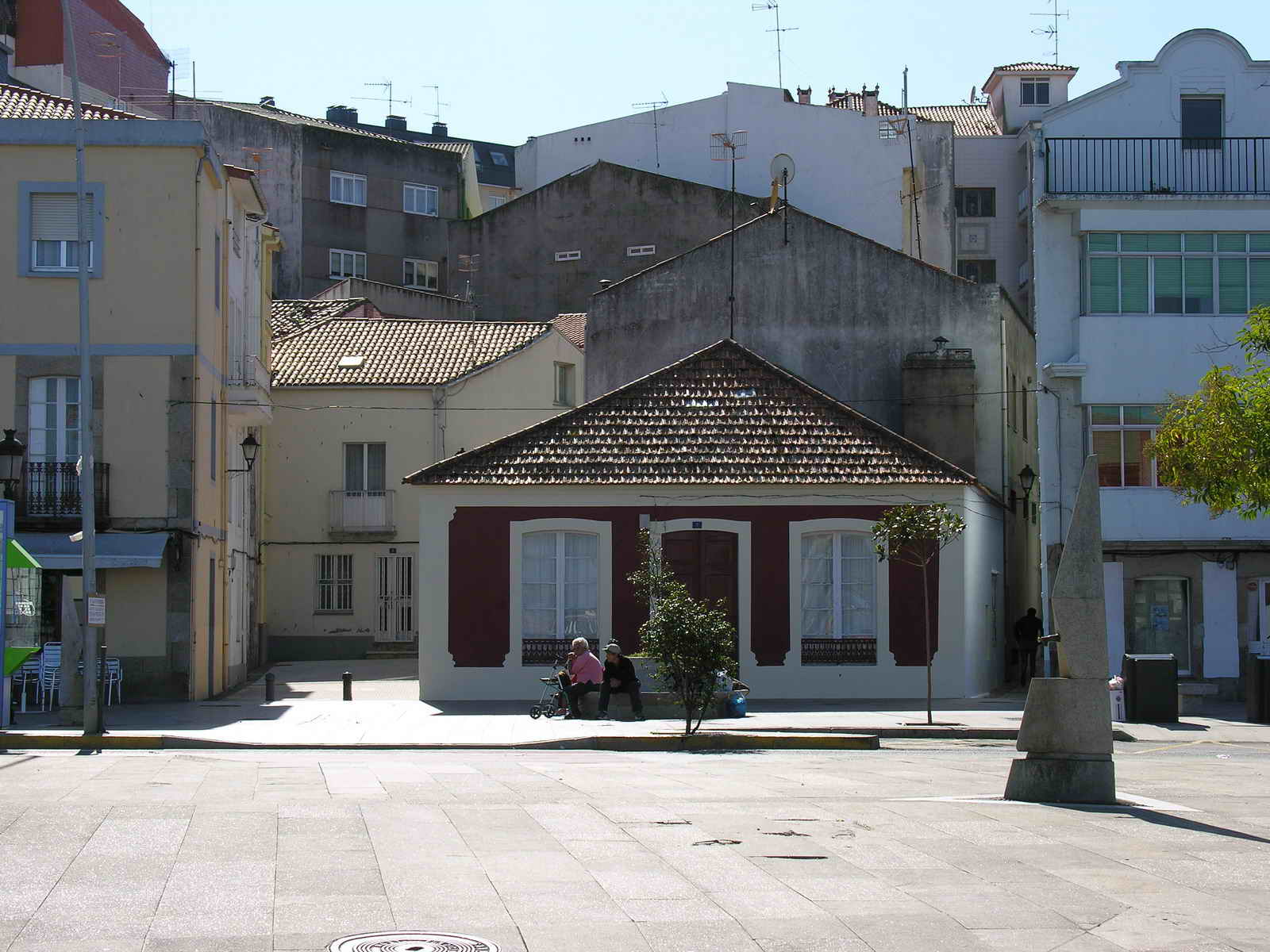
市区住宅
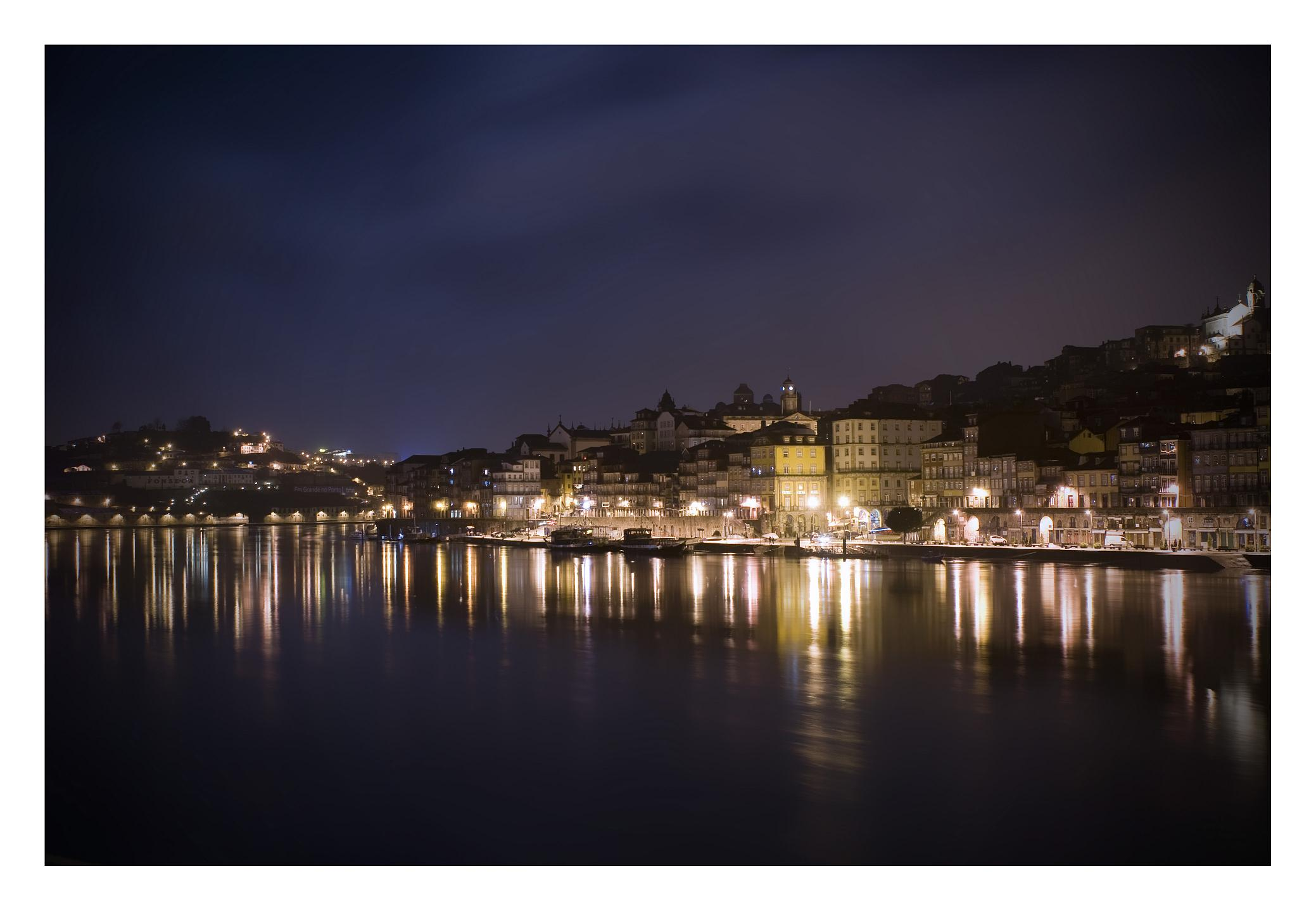
夜景
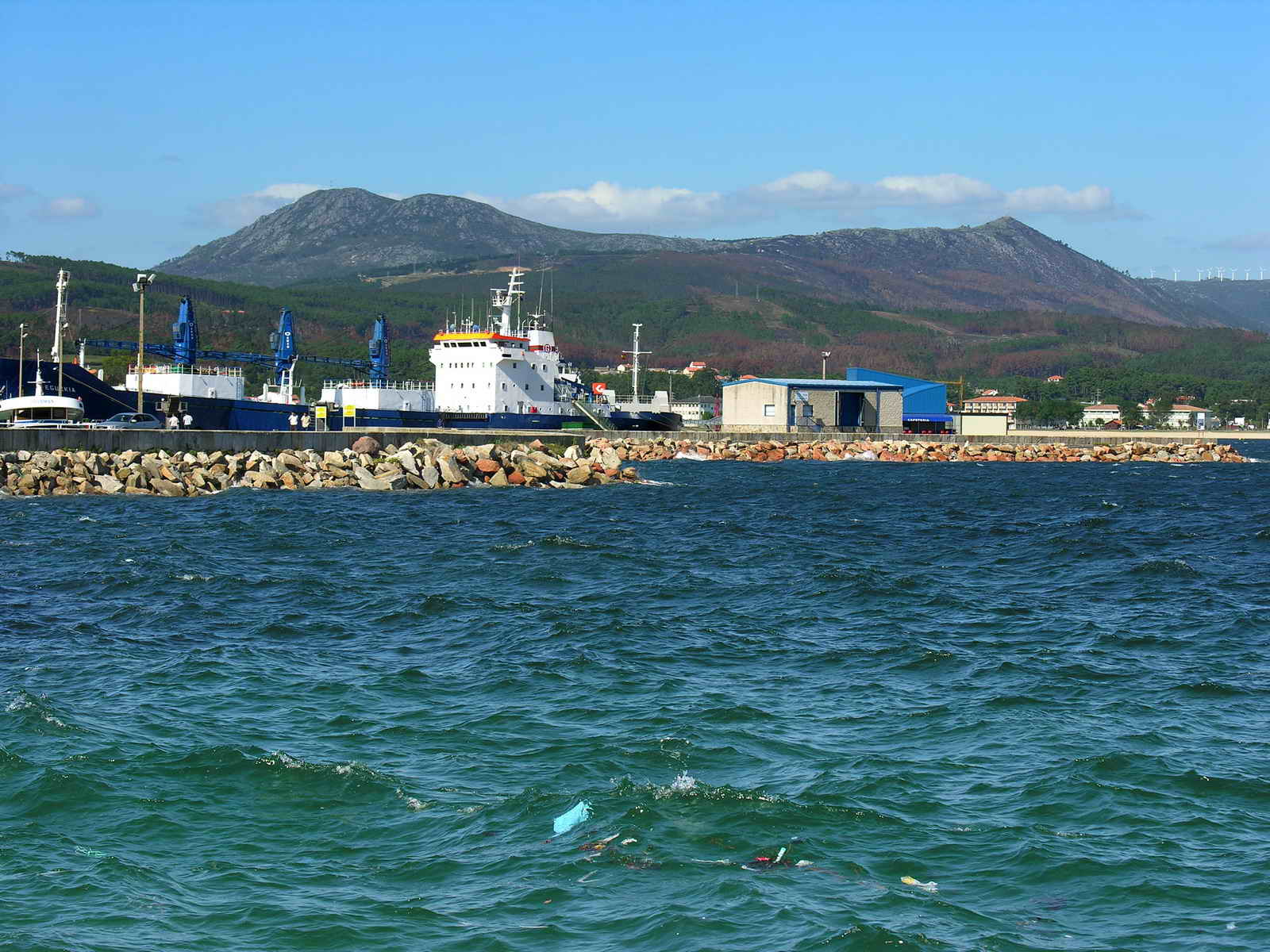
从海中远望里贝拉
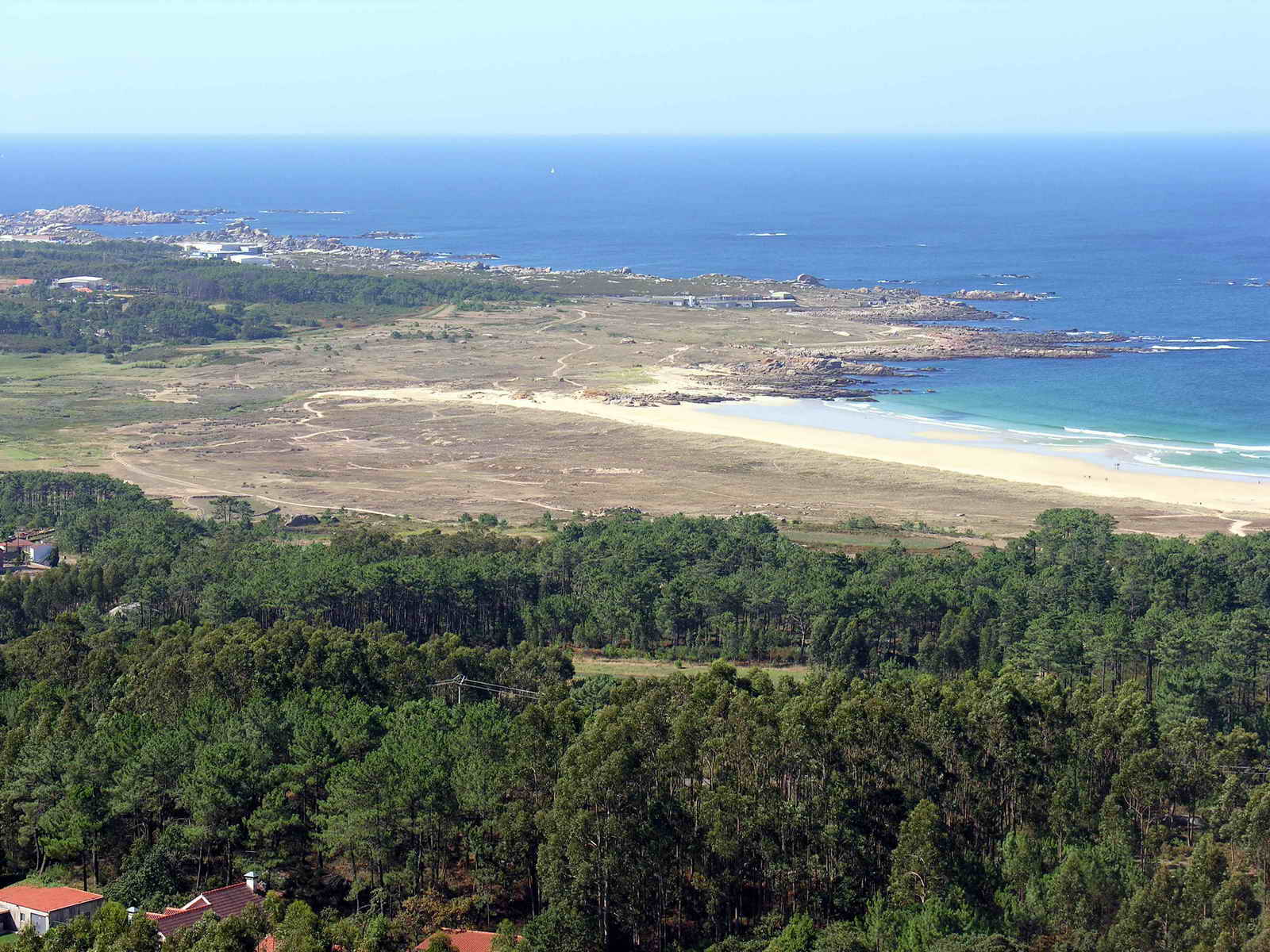
海滩
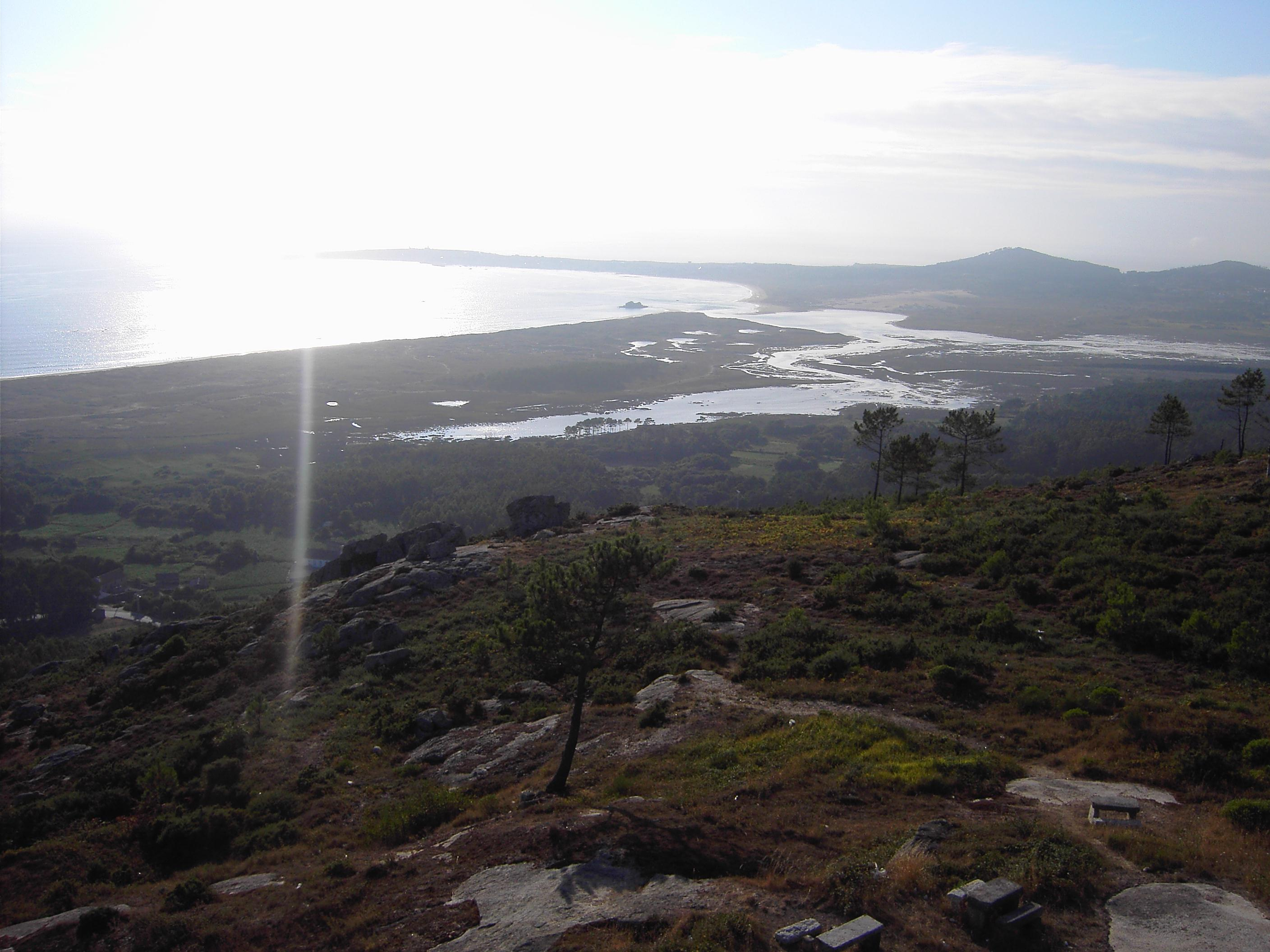
Corrubedo国家公园

## 著名人物
- 弗兰·冈萨雷斯：前西班牙职业足球运动员[14]